# InSella
InSella è un mensile italiano dedicato al motociclismo edito a partire da agosto 2000.

## Storia
Pubblicato da agosto del 2000 dalla Unibeta, si occupa di tutte le tematiche riguardanti il mondo delle moto, dall'acquisto alla manutenzione.
Il mensile è diviso in più sezioni, dalle notizie, alle schede tecniche dei singoli motoveicoli, recensioni delle prestazioni in strada, listino prezzi di moto nuove e usate, una rubrica per i veicoli elettrici e consigli sull'acquisto di moto e accessori.